# Bratři v triku
Братья в трико (чеш. Bratři v triku) — чехословацкая, а ныне чешская студия мультипликационных и короткометражных фильмов.

## История
Старейшая и одна из самых крупных чешских студий, которая создает кукольные, рисованные и короткометражные фильмы.
«Братья в трико» была основана 15 июня 1945 года как одна из независимых студий Чехословакии. После прихода к власти коммунистов в конце 1945 года была национализирована и находилась под полным контролем и функционировала как государственное предприятие по производству короткометражных фильмов. В 1946 выпустила первые короткометражные фильмы.
Основателем студии был известный мультипликатор Иржи Трнка. С ним тесно сотрудничали Зденек Милер, Вацлав Бедржих, Иржи Брдечка, Бретислав Пояр, Ян Верих и другие, ставшие впоследствии классиками чешской анимации.
До 2000 года студия выпустила более 1600 фильмов различных жанров и стилей от двухминутного черно-белого мультфильма до полнометражных работ.
Из современных аниматоров, со студией сотрудничали такие известные мастера, как Микаэла Павлатова, Павел Коутецки, Джин Дейч и другие.
Особенностью студии, как и всей чешской школы мультипликации являются гуманизм и чувство интеллигентного юмора, иногда лирического, порой близкого к сатире.
Фильмы производства «Братья в трико» завоевали сотни наград на международных фестивалях, в том числе Гран-при и главные призы на престижных фестивалях и конкурсах в Берлине, Венеции, Чикаго, Анси, Хиросиме, Тампере, Эшпинью, Каннах, Штутгарте, Оберхаузене, Локарно, Оттаве, Сан-Себастьяне, Хихоне, Монреале и многих других. Среди достижений студии несколько номинаций на Оскара и один фильм, удостоенный этой престижной премии.
Студия «Братья в трико», в основном, занимается созданием классических мультфильмов и сериалов, а также производством комбинированных фильмов (художественный фильм + анимация) и другими специальными технологиями анимации, в том числе, компьютерной рисованной анимацией по системе Cambridge Animation Systems: Animo.
В настоящее время студия «Братья в трико» тесно сотрудничает по проектам производства анимационных фильмов со студиями США, Швейцарии, Голландии и Германии.